# Прокіпчук Ярослав Іванович
Яросла́в Іва́нович Прокіпчу́к (6 лютого 1992, Київ, Україна) — український футболіст, півзахисник.

## Біографія
Вихованець ДЮФШ «Динамо» ім. Валерія Лобановського.
З весни 2009 по 2014 рік перебував у структурі «Динамо» (Київ), проте виступав виключно за другу і молодіжну команди.
У травні 2016 року став гравцем новокаховської «Енергії».

### Збірна
З 2008 по 2010 рік виступав за юнацькі збірні України різних вікових категорій.